# L'asso nella manica a brandelli
(L'asso nella manica a brandelli)
L'asso nella manica a brandelli è un saggio scritto dal premio Nobel Rita Levi-Montalcini nel 1998.

## Trama
È un elogio della vecchiaia nonché una meditazione ampia e serena sulla tarda età, rifiutando gli stereotipi che vedono in essa un malinconico declino dovuto al degrado fisico e mentale. La Levi-Montalcini sostiene che la terza età può trasformarsi, al contrario, in una emozionante intensificazione della vita; e per affermarlo non si appoggia a considerazioni  soggettive bensì ad inoppugnabili risultati della ricerca scientifica. La neurobiologia - disciplina cui la scienziata ha dato notevoli contributi- dimostra che il cervello non invecchia mai: se è vero che il numero delle sue cellule diminuisce col passare degli anni, è al contempo vero che esse aumentano la propria capacità di ramificarsi grazie alla plasticità neurale, ovvero alla proprietà innata di quelle cellule residue di compensare la diminuzione numerica con un aumento di altre ramificazioni e l'utilizzo di circuiti neurali alternativi. Il cervello, quindi, difende le sue risorse, ne crea di nuove, a patto però che si conduca una vita mentalmente ricca di stimoli. Ed è proprio questa straordinaria vitalità cerebrale a costituire "l'asso nella manica" di una vecchiaia "a brandelli", che così, giorno dopo giorno, può essere affrontata come una partita sempre nuova, con le carte vincenti ancora tutte da giocare.
Alla trattazione scientifica condotta con rigorosa semplicità e competenza didattica, e a conferma dei risultati della scienza, la studiosa analizza i casi di 5 illustri personaggi del passato, attivissimi nei loro anni più maturi: Galileo Galilei, Michelangelo Buonarroti, David Ben Gurion, Bertrand Russel e Pablo Picasso; a riprova che anche in età avanzata si può continuare a produrre.
Il libro è rivolto a tutti coloro che temendo la vecchiaia imparino ad affrontarla con ottimismo, serenità e fiducia nelle proprie potenzialità.

## In esergo
(William Butler Yeats, The Collected Poems of W.B.Yeats, MacMillan Publ., New York 1933)

## Edizione
- Rita Levi Montalcini, L'asso nella manica a brandelli – Baldini Castoldi Dalai Editore, 1998. ISBN 8880894293 (3ª edizione)[1]